# Нгардок
Нгардок (англ. Lake Ngardok) — озеро на острове Бабелтуап в государстве Палау, на территории штата Мелекеок. Крупнейшее озеро Микронезии. Лежит на высоте 18,1 м над уровнем моря.
Размеры озера — 735,5 на 213 м (2400 на 700 футов). Площадь его поверхности равна 9,75 га (24,1 акр). Объём составляет 132 тыс. м³ (107 акр-футов). Максимальная глубина достигает 5,15 метра (16,9 футов). Средняя глубина около 1,5 м (4,8 футов). Площадь водосборного бассейна — около 4,05 км² (1000 акров).
С 2002 года озеро и его окрестности входят в состав заповедника.
В озере и его окрестностях обитают эндемичные виды Ptilinopus pelewensis, Crocodylus porosus, Osmoxylon ngardokense.